# Adolf Henryk Bielski
Adolf Henryk Bielski (ur. 1828 w Warszawie, zm. 1881) – sędzia.
Adolf Bielski był synem Dionizego, sędziego Sądu Najwyższej Instancji.
Szkołę średnią ukończył w Łomży w 1843 r. Następnie zaczął uczęszczać na kursy prawnicze. W 1845 r. rozpoczął aplikację, jako kancelista. W 1848 r. został pisarzem Sądu pokoju powiatu kraśnickiego. Dwa lata później został asesorem sądu policji poprawczej w Jędrzejowie. Potem pracował w Zamościu i Warszawie.
W 1860 r. dostał tytuł pełniącego obowiązki sędziego apelacyjnego. W 1867 r. został prezesem Sądu Kryminalnego w Warszawie. Od 1873 r. był członkiem warszawskiego departamentu Rządzącego Senatu.
Był także członkiem Izby Sądowej oraz rzeczywistym radcą stanu.
Został odznaczony orderami św. Anny II klasy oraz św. Stanisława II klasy. Za działalność śledczą w latach 1862–1863 nad więźniami Cytadeli odznaczony medalem „na pamiątkę uśmierzenia powstania”.
Żoną Adolfa Bielskiego była od 1856 r. Alina Nowicka.